# Égérie (pèlerine)
Pour les articles homonymes, voir Égérie (homonymie).

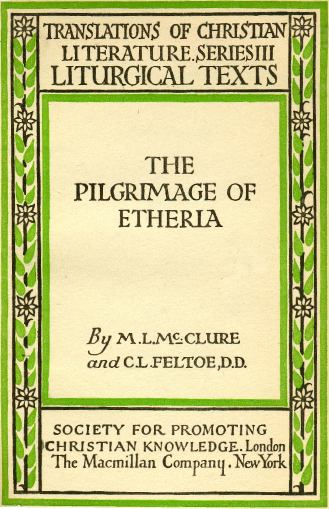
Couverture d'une traduction en anglais du journal de voyage d'Égérie

Égérie (appelée aussi Aetheria, Egeria, Éthérie, Etheria) est une femme qui entreprit, en 380, un pèlerinage jusqu’en Terre sainte. Elle a laissé un récit en latin de son pèlerinage, qui fut retrouvé en 1884 dans une bibliothèque d'Arezzo en Italie.

## Le manuscrit
L'unique manuscrit, d'abord appelé Peregrinatio Aetheriae ou encore Peregrinatio Silviae, est tronqué au début et à la fin, mais diverses références médiévales au Voyage ont permis de combler certaines lacunes. En 2005, le professeur Jesús Alturo a indiqué avoir retrouvé le fragment d'un autre manuscrit.

## Identité de l'auteur
Le manuscrit est anonyme, mais un ermite galicien du VIIe siècle, Valère du Bierzo, indique le nom de l'auteur de l'ouvrage. Valère a écrit une lettre à des moines de la région du Bierzo, dans laquelle il parle avec louange du Voyage, et note qu'Égérie a préparé son voyage Bible en main. 
Dans la copie dont il disposait, il avait pu lire un nom que les manuscrits de sa lettre écrivent sous diverses formes. La forme Egeria a toutes les chances d'être historique. La Galice où vivait Valère est peut-être aussi la patrie d'origine de la pèlerine, mais il faut reconnaître que les arguments sont de peu de poids et que, en toute rigueur, il faudrait se contenter de dire qu'Égérie provient du nord de l'Espagne ou du sud de la Gaule, ou même de n'importe quelle autre région occidentale où l'on parlait latin au IVe siècle.

## Datation et contenu du récit
La partie conservée du récit comprend deux parties distinctes.
Dans la première partie, Égérie raconte quatre voyages qu'elle fit à partir de Jérusalem, dans la péninsule sinaïtique (chap. 1-12), en Transjordanie (dite à l'époque « région d'Outre-Jourdain ») jusqu'au Mont Nébo (10-12), dans la vallée du Jourdain jusqu'à Carnéas (13-16, avec une lacune au ch. 16), et en Mésopotamie jusqu'à Harran (17-21). De là, elle se rendit à Antioche puis à Constantinople, d'où elle écrivit le récit qu'elle est en train de faire et qu'elle enverra à ses « sœurs » (22-23). Par divers recoupements, il est possible de suivre jour après jour Égérie dans ses pérégrinations, entre le 16 décembre 383 et le mois de juin 384, à Constantinople.
La seconde partie est une description de la liturgie de Jérusalem qui est d'une importance exceptionnelle pour l'histoire du christianisme au début de la période byzantine. Elle décrit d'abord la liturgie quotidienne (24, 1-7), puis la liturgie du dimanche (24, 8 - 25, 6), l'Épiphanie (25, 6 - 26, avec une lacune entre les deux) et les fêtes pascales à partir du carême (27-29) et de la « grande semaine » (30-38) suivi du temps pascal (39-44). La fin du récit conservé revient sur la discipline du carême avec des détails sur la catéchèse auprès des catéchumènes (45-47), puis se conclut brusquement au quatrième jour de la fête de la Dédicace du mois de septembre (48-49). Cette description est donc valable pour les années 381 à 384.
Quant à la partie perdue du document, il est possible de conjecturer son contenu par les allusions de Valère, mais aussi et surtout par des références assez précises de Pierre le Diacre, bibliothécaire de l'abbaye bénédictine du Mont-Cassin, qui écrivit au XIIe siècle un De locis sanctis qui s'inspire notamment du récit d'Égérie, et même du manuscrit lui-même, quand il était encore à peu près complet et se trouvait à cet endroit. On sait donc qu'après son arrivée à Jérusalem à Pâques 381, elle se rendit dans le sud de l'Égypte en Thébaïde (fin 381 - 382), revint à Jérusalem et se rendit de là en Samarie et en Galilée (383).

## Pèlerine des premiers siècles
Voyage aux sources du christianisme, le récit d'Égérie décrit les pèlerinages visites successives dans les centres vitaux du monachisme d'Orient. Il fournit également de précieux renseignements sur la pratique religieuse des moines, et en particulier pour tout ce qui touche à la liturgie. À ce sujet, il est toujours intéressant de confronter ses informations au lectionnaire de Jérusalem, comme cela est entrepris ici.

#### Texte et traduction française
- Égérie. Journal de voyage (Itinéraire), traduit et édité par P. Maraval, Sources chrétiennes, 296, Paris, 1982 (réimpr. 1997)
- Valerius du Bierzo : Lettre sur la bienheureuse Égérie. Introduction, texte et traduction par Manuel C. Díaz y Díaz (dans ibid.)

#### Études
- Veikko Väänänen, Le journal-épître d'Égérie (Itinerarium Egeriae). Étude linguistique, Helsinki, 1987, 177 p.